# Emmanuel Dolivet

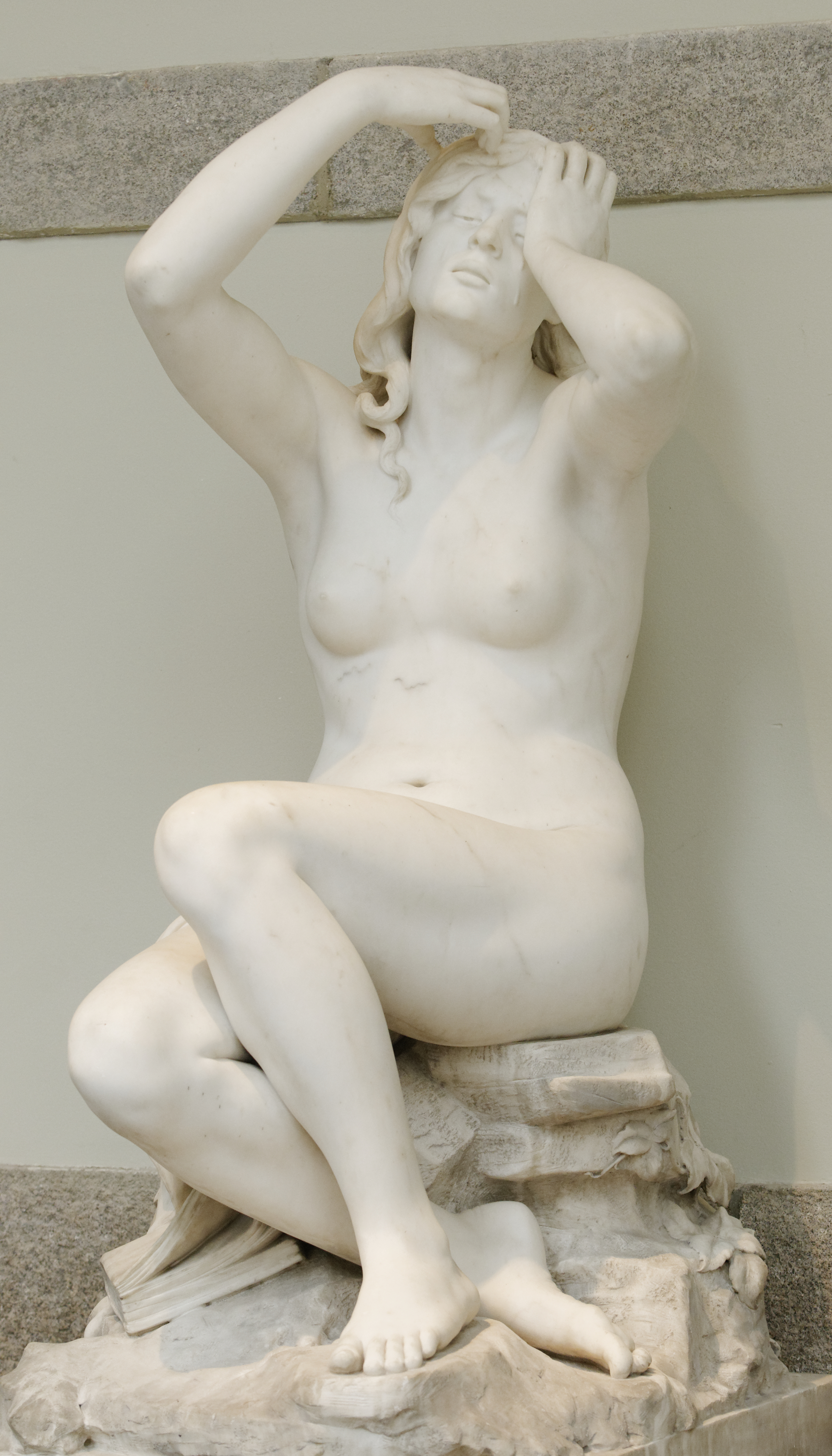
Maddalena, 1886

Emmanuel-Jean Dolivet (Rennes, 17 maggio 1854 – Parigi, 18 novembre 1919) è stato uno scultore francese.

## Biografia
Suo padre, Jean-Pierre Dolivet, faceva il bottaio. Dopo i suoi primi studi presso i fratelli delle scuole cristiane nella sua città natale, Emmanuel Dolivet venne ammesso alla scuola di belle arti di Parigi, dove divenne un alunno di Jules Cavelier.
Egli debuttò al Salone degli artisti francesi nel 1877 ed espose regolarmente le proprie opere fino al 1909. Emmanuel ottenne la menzione onorevole al Salone del 1882, una medaglia di terza classe nel 1886, una di seconda classe nel 1890 e una d’argento all’esposizione universale del 1900. Egli fu inoltre uno dei molti praticanti di Auguste Rodin.
Dopo la sua morte nel 1910, la sua vedova regalò il bozzetto del monumento a Madame de Sévigné e quello del monumento della riunione della Bretagna alla Francia al museo delle Belle Arti di Rennes.

## Opere

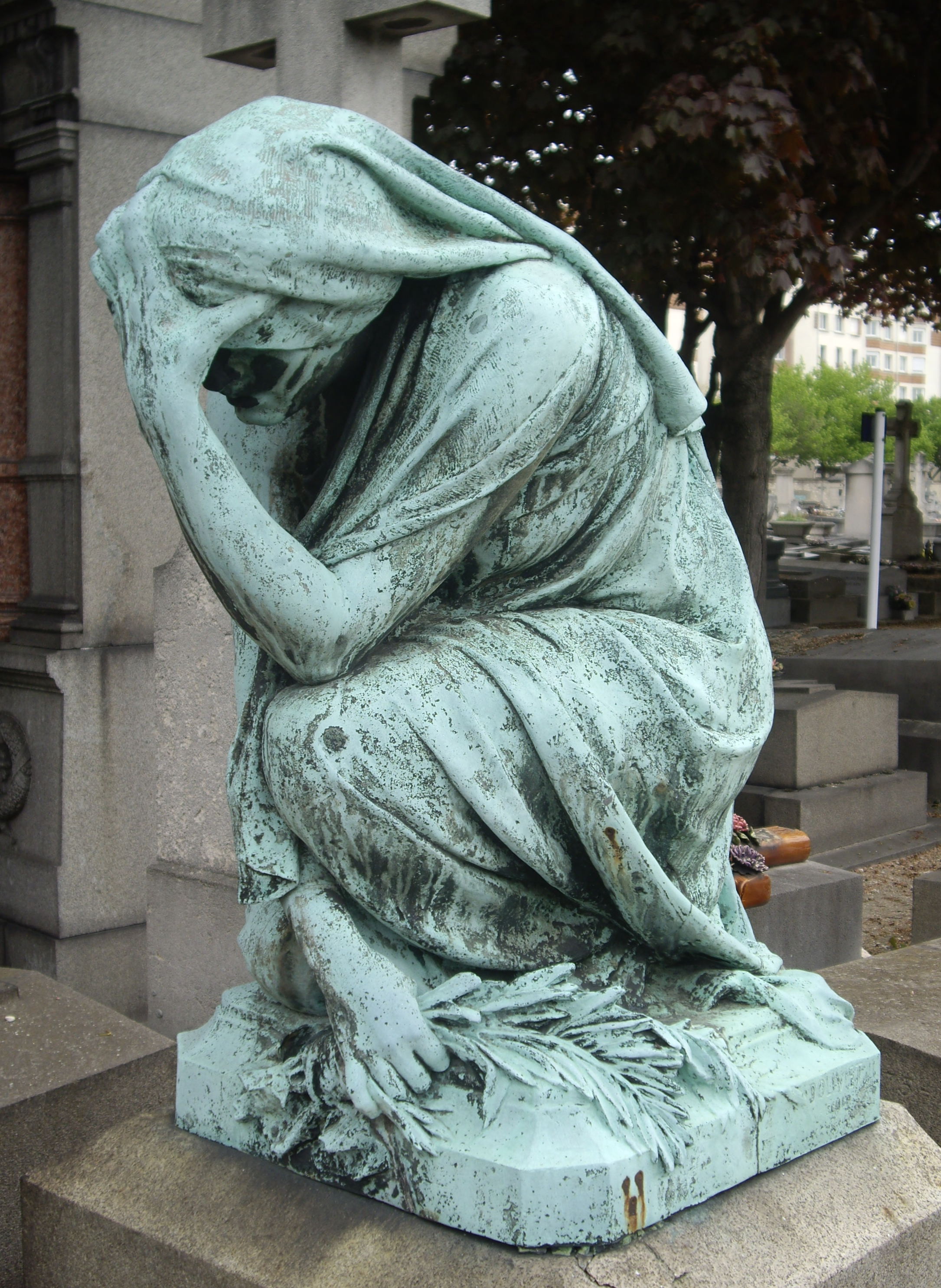
La piangente

- Montrouge, cimitero di Montrouge: La piangente, statua in bronzo che orna la tomba dell’artista;[3]
- Rennes:
  - avenue de la Préfecture: Monumento ai morti del 1870, inaugurato il 12 agosto 1896 nel boulevard de la Liberté a Rennes e ricollocato nel 2007 davanti alla prefettura d'Ille-et-Vilaine e della regione della Bretagna;[4]
  - museo delle Belle Arti:
    - Maddalena, statua in marmo ritraente Santa Maria Maddalena,[5] esposta al Salone del 1886[6] (una versione in gesso venne esposta al Salone del 1882);
    - Testa di Le Bastard, 1895, bronzo, frammento del monumento a Edgard le Bastard, distrutto nel 1943;[7]
    - Busto di Lucien Lecombe, 1897, gesso, esposto al Salone del 1898;[8]
    - Monumento della riunione della Bretagna alla Francia, bozzetto per il progetto di un monumento destinato al municipio di Rennes;[9]

  - place de la République: Monumento a Edgard Le Bastard, 1895, statua in bronzo del sindaco di Rennes tra il 1880 e il 1892, fusa dalla fonderia Fratelli Thiébaut e inaugurata il 14 luglio 1895 davanti all’entrata del palazzo del commercio. Il monumento fu poi spostato in piazza Hoche nel 1931, per poi essere quasi completamente distrutto sotto il regime di Vichy durante la mobilitazione dei metalli non ferrosi. La testa è al museo di belle arti;[7]Monumento a Jean Leperdit, 1892 (ricostruito nel 1991)

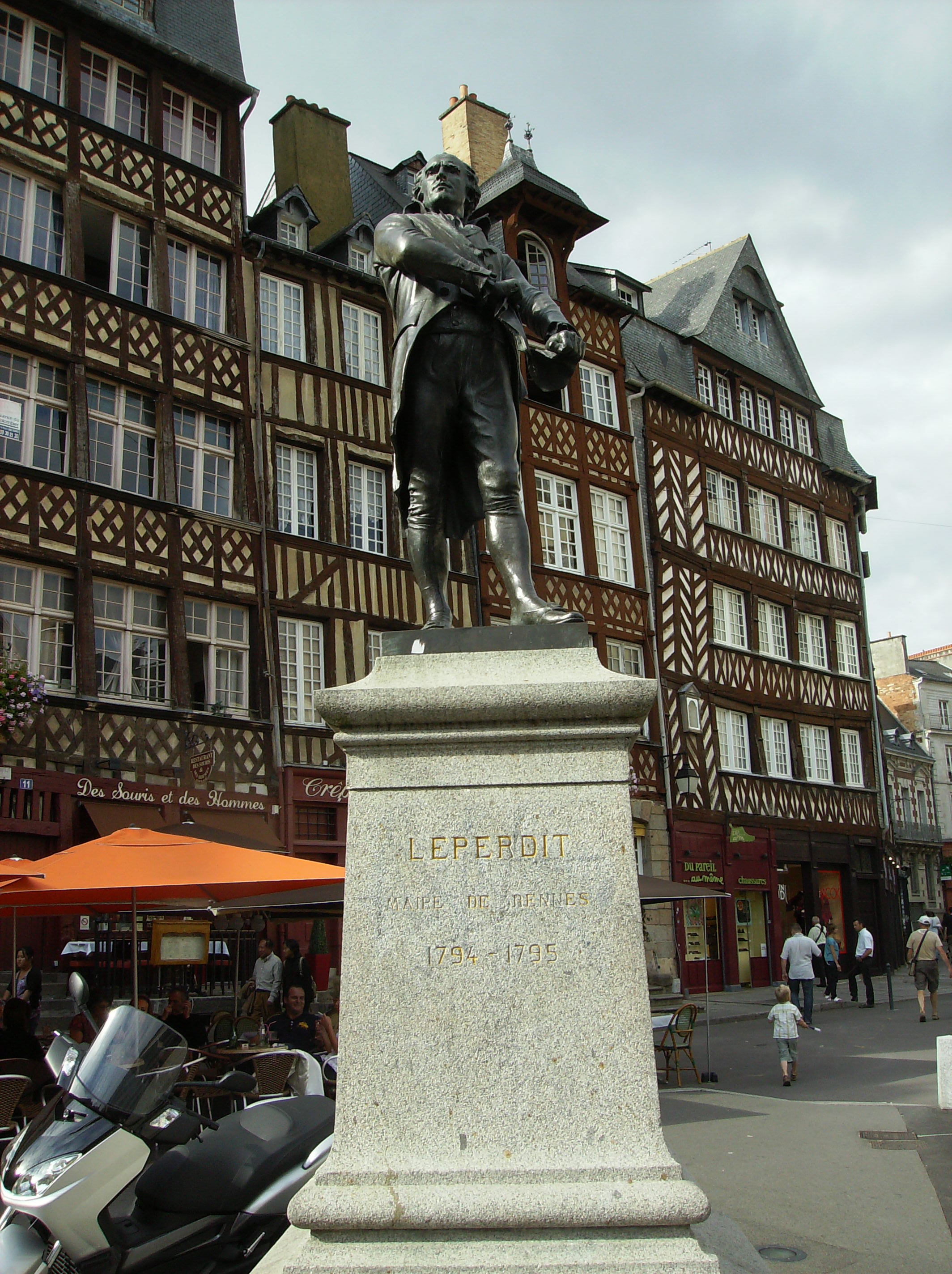
Monumento a Jean Leperdit, 1892 (ricostruito nel 1991)

  - place du Champ-Jacquet: Monumento a Jean Leperdit, 1892. La statua in bronzo del sindaco di Rennes tra il 1794 e il 1795 venne presentata al Salone del 1892. Il monumento venne inaugurato il 22 settembre 1892. La statua venne fusa nel 1941 nell’ambito della mobilitazione dei metalli non ferrosi nella Francia di Vichy. Nel 1991 la statua venne ricreata a partire dal gesso originale e venne installata nel dicembre del 1994;

- Saint-Hilaire-le-Vouhis: Monumento a Henri Adolphe Archereau, inaugurato il 27 settembre 1896. Venne fuso sotto il regime di Vichy e venne sostituito nel 1956 da un busto in pietra;[10]
- Vitré, giardino del parco: Monumento a Madame de Sévigné, 1911. Nel 1893, si formò un comitato per commemorare il bicentenario della morte della celebre epistolografa con il progetto di un monumento da innalzarle, ma non tutti i cittadini furono d’accordo. Il progetto non fu finalizzato fino al 1909 e venne assegnato a Dolivet, che morì nel 1910 senza averlo potuto terminare. La statua fu completata da Hippolyte Lefèbvre a partire dal bozzetto originale e venne inaugurata l’8 ottobre 1911, durante la presidenza di Paul Deschanel.